# 205
Cette page concerne l'année 205  du calendrier julien. Pour l'année 205 av. J.-C., voir 205 av. J.-C. Pour le nombre 205, voir 205 (nombre). Pour la voiture, voir Peugeot 205.
L'année 205 est une année commune qui commence un mardi.

## Événements
- 22 janvier : assassinat de Plautien, préfet du prétoire, beau-père de Caracalla[1]. Septime Sévère réunit le Sénat romain pour punir les participants au complot de Plautien. Plautilla, Plautius Hortensianus et Coeranus sont exilés, Caecilius Agricola se suicide. On ignore si les morts de Plautius Quintillus, Popilius Pedo Apronianus et Baebius Marcellinus sont liées à la répression du complot. Septime Sévère porte à deux le nombre de préfets du prétoire[2]. Le juriste syrien Papinien est nommé à la préfecture avec Maecius Laetus[3].

- Bulla Félix (de) et ses brigands ravagent l’Italie (205-207)[4].
- En Bretagne, le légat Lucius Alfenius Senecio renforce les défenses du mur d'Hadrien[3]face aux Méates (en) et aux Calédoniens (205-208).

## Naissances en 205
- Cao Rui, empereur des Wei († 22 janvier 239).
- Plotin, philosophe gréco-romain († 270).

## Décès en 205
- Guo Tu, conseiller dans la Dynastie Han.